# Amphisbaena cunhai
Amphisbaena cunhai är en ödleart som beskrevs av  Marinus S. Hoogmoed och AVILA-PIRES 1991. Amphisbaena cunhai ingår i släktet Amphisbaena och familjen Amphisbaenidae. Inga underarter finns listade i Catalogue of Life.